# Цитаделі Маасу

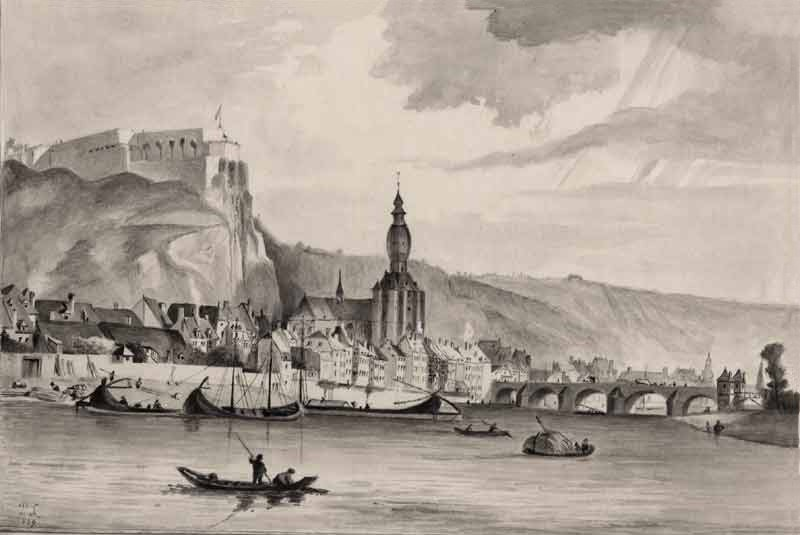
Зображення Дінана 19-го століття з цитаделлю, розташованою на пагорбі з видом на місто та річку

Цитаделі Маас або цитаделі Мозани (фр. Citadelles mosanes) — група фортів, розташованих уздовж річки Маас у південному бельгійському регіоні Валлонія. Цитаделі спочатку були призначені для захисту Льєзького єпископства та Намюрського графства, а пізніше були модернізовані під час періодів французького та голландського панування. Вони включають чотири цитаделі, у Намюрі, Льєжі, Юї та Дінані, усі з яких частково або повністю збереглися.

## Список цитаделей
| Зображення | Цитадель                                                                             | Опис |
| ---------- | ------------------------------------------------------------------------------------ | --- |
|            | Намюрська цитадель 50°27′38″ пн. ш. 4°51′50″ сх. д. / 50.4605° пн. ш. 4.8640° сх. д. | Відкрита для публіки.                                                                                                 |
|            | Юї 50°31′02″ пн. ш. 5°14′14″ сх. д. / 50.5173° пн. ш. 5.2371° сх. д.                 | Відкрита для публіки. Використовувався як табір для розміщення політичних в'язнів під час німецької окупації Бельгії. |
|            | Льєзька фортеця 50°39′07″ пн. ш. 5°34′41″ сх. д. / 50.652° пн. ш. 5.578° сх. д.      | Значну частину Льєзької цитаделі було знесено в 1970-х роках, щоб звільнити місце для лікарні.                        |
|            | Дінан 50°15′42″ пн. ш. 4°54′47″ сх. д. / 50.2618° пн. ш. 4.9130° сх. д.              | Відкрита для публіки.                                                                                                 |

## Пропозиція ЮНЕСКО
8 квітня 2008 року цитаделі Дінан, Намюр і Юї були офіційно запропоновані як кандидати на включення до списку Світової спадщини ЮНЕСКО під номером 5365. Після обговорень було вирішено запропонувати один Намюра, можливо, разом із Дінаном.